# ザブハン県
ザブハン県（ザブハンけん、モンゴル語: Завхан, ᠵᠠᠪᠬᠠᠨ）は、モンゴル国の県（アイマク）の一つ。県庁所在地はオリアスタイ。

## 概要
モンゴル国の北西部に位置し、北にロシア・トゥヴァ共和国と国境を接し、東にフブスグル県とアルハンガイ県、南にバヤンホンゴル県とゴビ・アルタイ県、西にホブド県とオブス県に接する。県の主要産業は農業で、建設資材、材木、食肉などの食料品も生産している。。

## 著名出身者
- 猛虎浪栄（元大相撲力士）